# Трентон (Нью-Йорк)
Трентон (англ. Trenton) — місто (англ. town) в США, в окрузі Онейда штату Нью-Йорк. Населення — 4297 осіб (2020).

## Демографія
Згідно з переписом 2010 року, у місті мешкало 4498 осіб у 1793 домогосподарствах у складі 1230 родин. Було 1970 помешкань
Расовий склад населення:
| - 97,5 % — білих - 0,8 % — азіатів - 0,4 % — чорних або афроамериканців - 0,3 % — корінних американців - 0,1 % — вихідців з тихоокеанських островів |

До двох чи більше рас належало 0,9 %. Частка іспаномовних становила 1,0 % від усіх жителів.
За віковим діапазоном населення розподілялося таким чином: 22,1 % — особи молодші 18 років, 62,4 % — особи у віці 18—64 років, 15,5 % — особи у віці 65 років та старші. Медіана віку мешканця становила 44,5 року. На 100 осіб жіночої статі у місті припадало 100,3 чоловіків;  на 100 жінок у віці від 18 років та старших — 98,4 чоловіків також старших 18 років.
Середній дохід на одне домашнє господарство  становив 82 106 доларів США (медіана — 69 054), а середній дохід на одну сім'ю — 98 037 доларів (медіана — 84 196). Медіана доходів становила 63 194 долари для чоловіків та 43 512 долари для жінок. За межею бідності перебувало 7,0 % осіб, у тому числі 7,9 % дітей у віці до 18 років та 4,0 % осіб у віці 65 років та старших.
Цивільне працевлаштоване населення становило 2227 осіб. Основні галузі зайнятості: освіта, охорона здоров'я та соціальна допомога — 26,4 %, роздрібна торгівля — 13,9 %, виробництво — 12,4 %.